# Ord (computerarkitektur)
 For alternative betydninger, se Ord. (Se også artikler, som begynder med Ord)
 "Word (computerarkitektur)" omdirigeres hertil. For andre betydninger af word, se Word.
Et ord eller word er indenfor datalogi en "naturlig" datamængde som en CPU kan arbejde på. Et ord er et vist antal bits. Antallet af bits i et ord varierer fra CPU-arkitektur til CPU-arkitektur.

## Eksempler
På Intel 80486 svarer et ord til 16 bits. På 486-maskiner kan et ord inddeles i en "LSB" (least significant byte) som dækker bit 0 til 7, samt "MSB" (most significant byte) som dækker bit 8 til 15.